# LGBT práva v Německu

Duhová mapa Německa

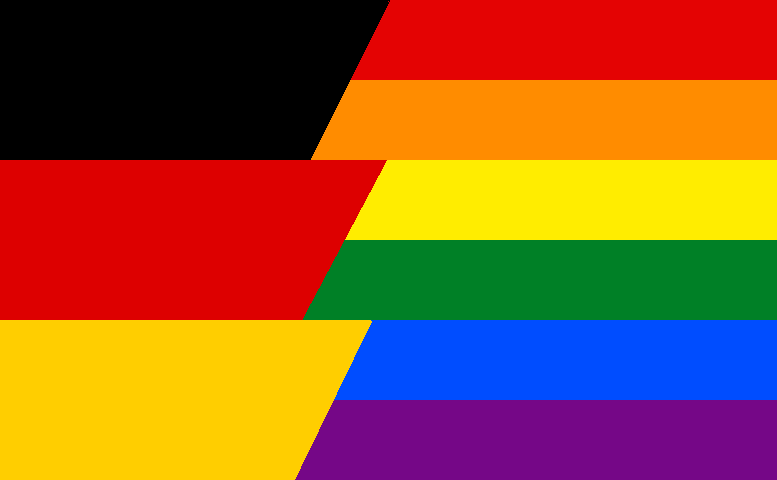
Neoficiální německá vlajka s duhovým motivem

Homosexualita v Německu představuje přinejmenším od přelomu 20. a 21. století všeobecně akceptovanou součást německé společnosti, neboť od 1. srpna 2001 mají stejnopohlavní páry možnost uzavírat tzv. registrované životní partnerství, které je uznáváno v mnoha právních oblastech. Stejnopohlavní manželství je v Německu legální od roku 2017. Německo patří k relativně otevřeným společnostem, což se projevuje i v oblasti zrovnoprávnění leseb a gayů. Před tím byla homosexualita v německých zemích dlouhou dobu, především pak v období tzv. Třetí říše, ale i v období po ní, omezena zákonem (§ 175) a pronásledována. Nyní je homosexualita již všeobecně akceptována, především ve větších městech. V Německu již neexistují žádná zákonná diskriminační opatření, která by postihovala stejnopohlavní sexuální styk.

## Historie
Pronásledování homosexuálních mužů je možné v německém jazykovém prostoru dohledat již od počátků křesťanství. Podle ojediněle zaznamenaných případů „sodomie“, „nepřirozené rozkoše“, „zneuctění chlapců“ nebo „smilstva proti přírodě“ byli muži permanentně pronásledováni nebo popravováni.

### Německé císařství

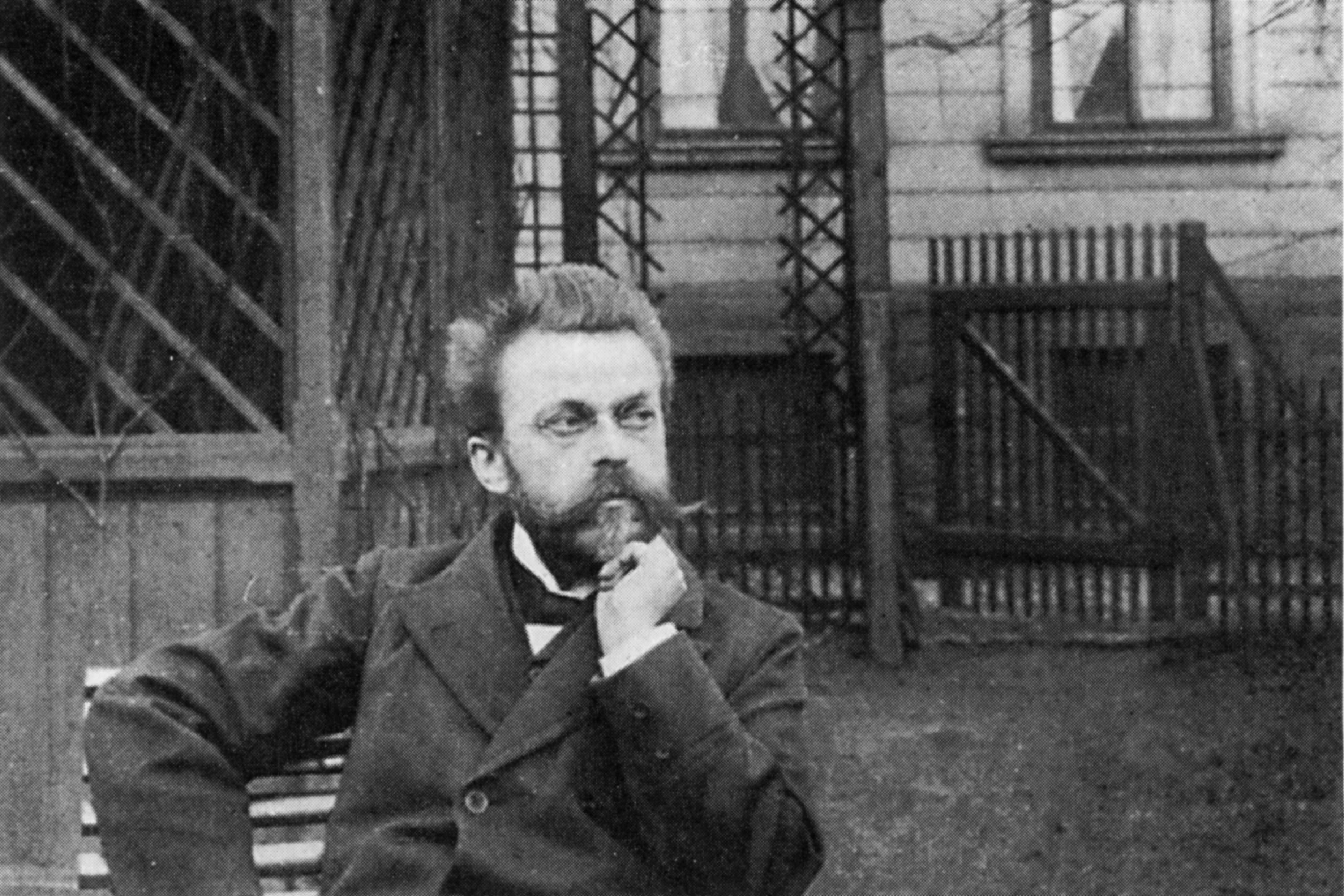
Max Spohr

Během Německého císařství byla homosexualita kvůli tehdejším morálním pravidlům společensky i politicky odsuzována. Od 15. května 1871 začal platit § 175 a tím byly trestány sexuální vztahy mezi osobami mužského pohlaví v celém císařství.
Dne 15. května 1897 založili Magnus Hirschfeld, Max Spohr, Eduard Oberg a Franz Joseph von Bülow Vědecko-humanitární výbor (Wissenschaftlich-humanitäre Komitee). Jednalo se o první organizaci, která usilovala o liberalizaci homosexuality. Cílem výboru bylo především odstranění § 175. V této otázce výbor úzce spolupracoval s Ústavem pro sexuální vědu (Institut für Sexualwissenschaft), který v roce 1919 založil rovněž Hirschfeld. Zde se rozvíjely vědecké teorie, které popisovaly homosexuály jako třetí biologické pohlaví mezi mužem a ženou. Homosexualita již proto neměla být trestána, neboť se jednalo o vrozenou vlastnost.
V roce 1898 poukázal August Bebel, předseda SPD a signatář první petice Vědecko-humanitárního výboru, na to, že berlínská policie vede jmenné seznamy homosexuálů, které byly později označovány jako tzv. Růžové seznamy (Rosa Listen).
V letech 1907–1909 došlo k řadě soudních řízení proti homosexuálním vztahům, přičemž byl dotčen i prominentní člen kabinetu císaře Viléma II. Tzv. Hardenova-Eulenburgova aféra se týkala sporu mezi diplomatem a císařovým důvěrníkem Philippem zu Eulenburg a novinářem Maximilianem Hardenem a je považována za největší skandál období Německého císařství.

### Výmarská republika
Dne 26. října 1921 se ministrem spravedlnosti stal právník Gustav Radbruch (SPD), který byl signatářem petice za zrušení § 175. Jeho snaha o dekriminalizaci homosexuality nebyla úspěšná. Paragraf byl naopak 15. ledna 1925 konzervativní vládou zpřísněn, ale v červenci 1927 jej nová vláda opět o něco zmírnila. S těsnou většinou doporučil trestněprávní výbor Říšského sněmu dne 16. října 1929 uzákonit beztrestnost homosexuálního styku mezi dospělými. Kvůli politické krizi Výmarské republiky a nárůstu hlasů národních socialistů však nemohl být tento návrh prosazen.

### Nacistické Německo
Podle nacionálně socialistické ideologie homosexuálové nemohli přispět k dalšímu rozvoji rasy. Homosexuální muži byli převážně na základě zpřísněného § 175 posíláni do koncentračních táborů, kde byli označeni růžovým trojúhelníkem.

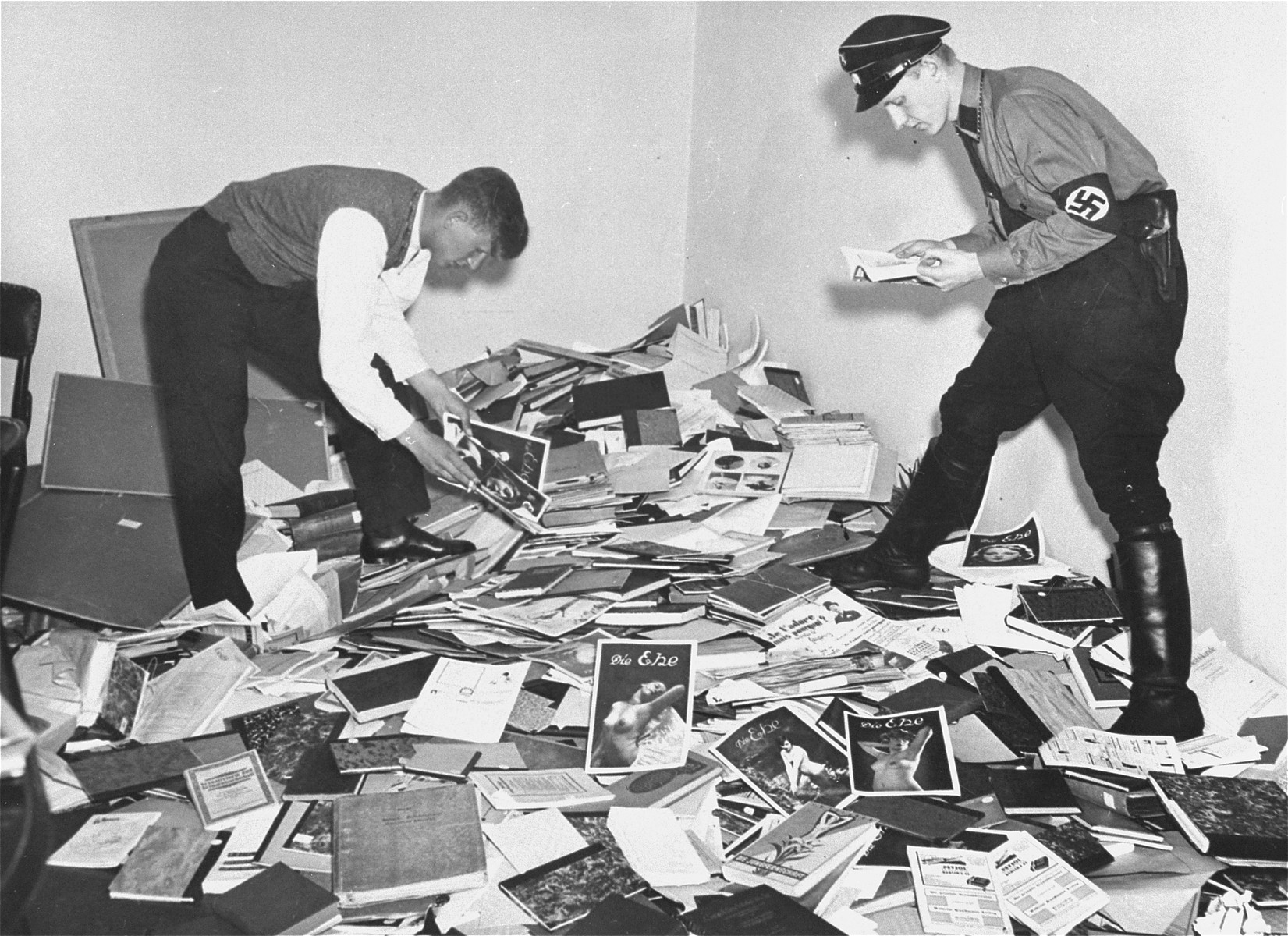
Rabování knihovny Ústavu pro sexuální vědu (1933)

Ernst Röhm, homosexuální vůdce SA byl zprvu podporován Hitlerem. Později ho však Hitler pociťoval jako hrozbu a nechal jej během Noci dlouhých nožů zabít. Homosexuálové byli Hitlerem prohlášeni za nepřátele národa. Sám považoval homosexualitu za „zvrhlé chování“, které ohrožuje výkonnost státu a mužský charakter německého národa. Paragraf 175 byl roku 1935 zpřísněn mj. zvýšením doby vězení ze šesti měsíců na pět let.
Dne 10. července 1936 byla založena Říšská centrála k boji proti homosexualitě a potratům (Reichszentrale zur Bekämpfung der Homosexualität und Abtreibung). Jejím úkolem bylo především shromažďování údajů o homosexuálech. Seznamy obsahovaly data o zhruba 100 000 mužích odsouzených či podezřelých z homosexuality. Homosexuální muži byli ve vězeních a koncentračních táborech mučením nuceni k „dobrovolné“ kastraci.
V koncentračním táboře Buchenwald prováděl v roce 1944 dánský lékař SS Carl Værnet pokusy na lidech ohledně léčení homosexuality. Implantoval obětem do třísel umělé hormonální žlázy, které měly neustálým odebíráním mužských hormonů vést k heterosexualitě.

### Německá demokratická republika
Paragraf 175 týkající se smilstva byl v roce 1957 v NDR omezen pouze na sexuální vztahy s osobami mladšími 21 let. Tato věková hranice byla v roce 1968 snížena na 18 let. Toto opatření však nepřispělo k vyšší toleranci, neboť homosexualita platila v komunistickém státě za buržoazní neřest a homosexuální emancipace byla znemožněna.
V roce 1989 zrušilo Lidové shromáždění veškeré zákonné omezení homosexuálního chování a věk pro legální styk byl sjednocen s heterosexuálním na 14 let. Po sjednocení Německa byla tato věková hranice platná do 9. března 1994 v nových spolkových zemích, zatímco ve starých spolkových zemích zůstával v platnosti věk 18 let podle § 175.

### Spolková republika Německo
Od vzniku Spolkové republiky byly homosexuální styky trestné a byly pronásledovány. Právní základ tvořil § 175 trestního zákoníka. Dne 10. května 1957 rozhodl Spolkový ústavní soud, že stejnopohlavní činnost se jednoznačně prohřešuje proti mravnímu zákonu (gleichgeschlechtliche Betätigung verstößt eindeutig gegen das Sittengesetz). Z tohoto důvodu se homosexuálové nemohli odvolávat na ústavou garantované právo na svobodný rozvoj osobnosti. Navíc bylo konstatováno, že § 175 trestního zákoníku není natolik národně socialisticky formované právo, aby jeho platnost musela být ve svobodném a demokratickém státě zapovězena (nationalsozialistisch geprägtes Recht, dass ihm in einem freiheitlich demokratischen Staat die Geltung versagt werden müsse). Aplikace § 175 ve Spolkové republice byla rozsáhlá, přes 50 000 mužů bylo odsouzeno a u 100 000 bylo zahájeno vyšetřování.
V roce 1969 byl zlegalizován stejnopohlavní sexuální styk pro muže starší 21 let a v roce 1973 byl ochranný věk snížen na 18 let. I po dekriminalizaci byly nadále policií shromažďovány údaje o homosexuálech. Příručka kriminologie z roku 1978 uvádí vedení kartoték homosexuálů jako nezbytné opatření k zajištění bezpečnostních úkolů policie.
Bundestag v roce 1994 zrušením § 175 sjednotil legální věk způsobilosti k pohlavnímu styku pro homosexuální a heterosexuální na 14, potažmo 16 let v důsledku právního vyrovnání po sjednocení Německa. Tím klesla věková hranice k 10. březnu 1994 pro homosexuály v západním Německu, zatímco ve východním Německu pro homosexuály a heterosexuály v dílčích oblastech vzrostla.
Od konce 90. let probíhal v Německu politický spor o státem uznané stejnopohlavní partnerství, což vedlo v únoru 2001 k uzákonění registrovaného partnerství.

## Společenská situace
Online průzkum provedený Agenturou Evropské unie pro základní práva zjistil v roce 2013 v Německu mimo jiné následující údaje: 46 % LGBT respondentů se v předchozím roce cítilo v Německu diskriminováno, 68 % svou sexuální identitu často nebo vždy během školních let skrývalo, 6 % LGBT osob bylo v předchozím roce oběťmi fyzického nebo sexuálního násilí. Pouze 4 % stejnopohlavních párů se odvažuje držet se na veřejnosti za ruce, zatímco u heterosexuálních párů je to 68 %.
V prosinci 2006 provedl Angus Reid Global Monitor průzkum veřejného mínění, podle kterého 52 % Němců podporuje celoevropské stejnopohlavní manželství. Spolková republika je tedy v Evropské unii na sedmém místě a je se 44 procenty nad průměrem. Nicméně stále dochází k násilným útokům na homosexuály. Speciálně proto byla v Berlíně zřízena telefonní linka Maneo, kterou provozuje organizace Man-O-Meter. Maneo nabízí vedle pomoci a poradenství pro oběti antihomosexuálního násilí také školení ve spolupráci s berlínskou policií. Podle průzkumu veřejného mínění ze září 2007 si 79 % obyvatel dokáže představit gay kancléře.
Poté, co gayové a lesby dosáhli díky rozsudku Spolkového ústavního soudu v únoru 2013 možnosti osvojit dítě svého partnera, uveřejnil časopis Stern průzkum, podle kterého 74 procent Němců souhlasilo s plnohodnotným manželstvím pro osoby stejného pohlaví. 23 procent bylo proti a tři procenta dotázaných bylo nerozhodnuto. Mezi příznivci stran zastoupených v Bundestagu jsou nejsilnějšími zastánci voliči Zelených (86 procent), následovaní voliči SPD (82 procent), FDP (71 procent), Die Linke (70 procent) a posléze CDU (64 procent).

## Politika

### Adopce
Homosexuálním párům je povoleno adoptovat společně nebiologické dítě.

### Antidiskriminační zákon
Německo je jakožto signatář Amsterodamské smlouvy mj. povinno revidovat své právní předpisy týkající se diskriminace v oblastech jako je sexuální orientace v zaměstnání. Směrnice EU 2000/78 z prosince 2000 stanovila termín provedení do prosince 2003. Vzhledem k nesouhlasu v tehdejší koaliční vládě a lobbingu ze strany podnikatelských svazů a církví, byl návrh zákona předložen až na přelomu roku 2004/2005 a Bundestagem byl schválen na počátku roku 2005. Bundesrat však následně návrh nestihl projednat vzhledem k předčasným volbám. Směrnice EU proto byla naplněna až 18. srpna 2006 přijetím zákona o všeobecném rovném zacházení. Zákon přesahuje požadavky EU, protože zakazuje diskriminaci nejen v zaměstnání, ale také v oblasti občanského práva.
Některé spolkové státy mají již delší dobu vlastní právní předpisy proti diskriminaci, případně je mají zakotvené ve svých zemských ústavách. Berlín od roku 1995, Braniborsko od roku 1992 a Durynsko od roku 1993. V Sasku-Anhaltsku je diskriminace na základě sexuální identity ve veřejné správě zakázána od roku 1997.

### Bundeswehr
Homosexuálové nejsou vyloučeni ze služby v Bundeswehru, ať už jako branci do června 2011 (poté vojáci vykonávající dobrovolnou vojenskou službu), nebo vojáci z povolání.
Až do roku 2000 nemohli otevření homosexuálové získat důstojnickou hodnost. Pokud se velení o homosexuální orientaci branců dovědělo, nechalo je přeložit.
V roce 1984 způsobila ve Spolkové republice rozruch tzv. Kießlingova aféra. Generál Bundeswehru Günter Kießling byl na základě své údajné homosexuality v roce 1983 předčasně penzionován. Vzhledem k tomu, že obvinění nebylo prokázáno, byl krátce poté rehabilitován a propuštěn do důchodu s vojenskými poctami. Nicméně u příležitosti výročí Bundeswehru v roce 1985 nebyl Kießling pozván jako jediný čtyřhvězdičkový generál.
Známým se stal případ nadporučíka Winfrieda Stechera, který byl jako důstojník Bundeswehru na základě své homosexuality přeložen na pozici, na které už nemohl vést a vzdělávat podřízené vojáky a následně podal stížnost Spolkovému ústavnímu soudu. Tehdejší ministr obrany Rudolf Scharping jeho přeložení podporoval.
Ministr nicméně ustoupil tlaku koalice a četných žalob, načež od srpna 2000 již není možné v německé armádě diskriminovat její členy z důvodu jejich sexuální orientace.

### Politické strany a politici
V zásadě převládá v německé politice jednota při uznávání homosexuálních vztahů, nicméně z konzervativní strany s výhradou, aby registrované partnerství nebylo zcela rovno manželství, což omezuje například přijetí zákona o adopci. Jak bylo dohodnuto v koaliční smlouvě druhé vlády Angely Merkelové (2009–2013), došlo k vyrovnání homosexuálních párů v oblasti daňového práva (daň z příjmu, dědická a darovací daň, daň z převodu nemovitostí).
V roce 1978 se v SPD organizovala skupina homosexuálních členů strany. Stejně tak existuje organizace gayů a leseb v CDU a CSU. Zelení koordinují svou lesbickou a gay politiku v zemských a spolkových pracovních skupinách obdobně jako v jiných oblastech politiky, jako je doprava nebo vnitřní nebo právní politika.
V komunálních volbách roku 1996 hnutí Rosa Liste München (Růžový seznam Mnichov) získal 1,8 procenta hlasů a jedno křeslo v mnichovské městské radě. Tím se stalo v Evropě prvním gay a lesbickou skupinou, která se dostala do místního parlamentu.
Mezi nejznámější otevřené homosexuální politiky patří berlínský starosta Klaus Wowereit (SPD), Volker Beck, poslanec německého Bundestagu z Kolína nad Rýnem (Svaz 90/Zelení) a Guido Westerwelle (FDP), spolkový ministr zahraničních věcí v letech 2009–2013. Starosta města Hamburku Ole von Beust (CDU) v roce 2003 nepopřel svou homosexualitu po údajném pokusu o vydírání ze strany bývalého starosty Ronalda Schilla.
Sexuální orientace politiků je v zásadě na okraji veřejného zájmu, protože homosexualita je široce přijímaná. Senzacechtivé titulky a outingy představují spíše zhoršení pověsti novináře a tisku než postižených jedinců.

### Odškodnění obětí nacismu
Homosexuální oběti nacistického bezpráví byly z velké části dlouhou dobu vyloučeny z veřejné paměti a odškodnění. Přehodnocení politiky paměti začalo až v roce 1985 proslovem spolkového prezidenta Richarda von Weizsäckera při 40. výročí osvobození, kdy byly poprvé připomenuty i dříve utajované skupiny obětí. Avšak až v roce 2002 byla právně prosazena rehabilitace homosexuálních obětí odsouzených podle § 175 v době nacistické éry. Krátce před tím byli homosexuálové vyloučeni z ustanovení zákona o nepromlčenlivosti nacistického bezpráví. Iniciativa Der homosexuellen NS-Opfer gedenken (Připomenutí homosexuálních obětí nacismu) a Lesben- und Schwulenverband (Německý svaz leseb a homosexuálů) společně prosadili vybudování Památníku homosexuálních obětí nacismu, který byl v květnu 2008 otevřen v Berlíně. Památník homosexuálním obětem nacismu v Kolíně nad Rýnem byl zřízen již v roce 1995 a tzv. Frankfurtský anděl, obdobný památník ve Frankfurtu nad Mohanem, v roce 1994. Do té doby existovaly v Německu pouze pamětní desky.

## Křesťanská společenství
Zatímco homosexualita je ve většině politických a společenských kruzích přijímána, různé náboženské komunity otevřenou homosexualitu vyčleňují, s ohledem na konzervativní interpretaci Bible.
Co se týče homosexuality u kandidátů na kněžství, většina římskokatolických diecézí v Německu se řídí pokyny Svatého stolce z roku 2005. Uchazečům není umožněna kněžská praxe, pokud praktikují homosexualitu, mají hluboce zakořeněné homosexuální sklony nebo podporují tzv. homosexuální kulturu (die Homosexualität praktizieren, tiefsitzende homosexuelle Tendenzen haben oder eine sogenannte homosexuelle Kultur unterstützen). Důvodem pro vyloučení však nejsou dočasné homosexuální tendence. Německá biskupská konference tuto instrukci schválila, aby odpovídala současné praxi.
Naopak homosexuální duchovní ve starokatolické církvi, Metropolitan Community Church a Německé evangelické církvi se nemusejí obávat sankcí. Homosexualita zde není překážkou k vykonávání praxe. Kněžím je umožněno i uzavírat světské registrované partnerství.

## LGBT hnutí
V rámci LGBT hnutí se v Německu rozvíjejí četné organizace s cílem i nadále ve společnosti prosazovat rovné zacházení se sexuálními menšinami.
Nerovné podmínky mezi stejnopohlavními páry a heterosexuálním manželstvím stále přetrvávají v daňovém právu, zákonu o adopci a zákonu o státní službě. Zde odmítá Bundesrat od roku 2000 návrhy na jejich odstranění. Také koaliční vláda odložila návrhy opozice, aniž by předložila vlastní koncept. LGBT organizace rovněž podporují zlepšení antidiskriminačních opatření. Existuje mnoho zaměstnaneckých důchodových fondů, které poskytují pozůstalostní dávky a jako nevládní orgány veřejného práva mají různá pravidla, která neuznávají stejnopohlavním párům stejné podmínky jako manželstvím. Dalším problémem při rovném zacházení je dominantní postavení církví a církevních organizací v mnoha sociálních profesích coby zaměstnavatelů, protože tato pracovní oblast má velké výjimky v pracovním právu a nechrání dostatečně lesbické a gay pracovníky. Problém je nejvyostřenější u římskokatolické církve.

### Spolky a organizace
První organizací novodobého LGBT hnutí se stala Homosexuelle Aktion Westberlin (HAW) založená 15. srpna 1971. Ta se angažovala za úplné odstranění § 175. V roce 1973 se organizace rozdělila na integrační křídlo ortodoxních marxistů a na radikální frakci feministek. V roce 1974 byl rovněž v Západním Berlíně založen Všeobecný homosexuální pracovní kolektiv (Allgemeine Homosexuelle Arbeitsgemeinschaft). Jednalo se o protipól levicově orientované HAW a je sdružením s nejdelší tradicí. Homosexuální svépomoc (Homosexuelle Selbsthilfe) byla založena v roce 1980. Od roku 1982 existuje Lesbický kruh (Lesbenring). V letech 1986–1997 existoval Spolkový svaz homosexuality (Bundesverband Homosexualität) jako pokus o zastřešující organizaci pro homosexuály v západním Německu.
V roce 1979 byl v San Franciscu založen Mezinárodní řád sester trvalé shovívavosti () jako organizace na podporu prevence HIV/AIDS. Z něj vznikla v 90. letech v Německu společenství (1991 Heidelberg, 1993 Berlín, 1996 Hamburk a 1997 Kolín nad Rýnem).

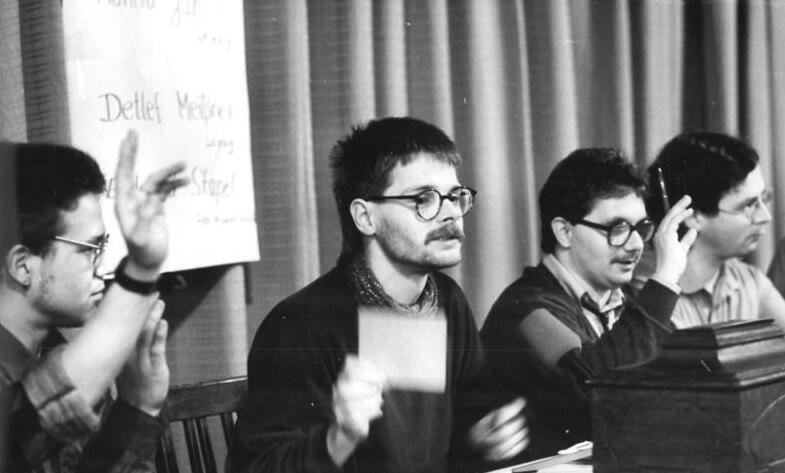
Zakládací sjezd Homosexuálního spolku

Svaz leseb a homosexuálů v Německu (Lesben- und Schwulenverband in Deutschland) je s téměř 3000 individuálními členy a 70 členskými organizacemi největší občanskoprávní a svépomocnou organizace pro gaye a lesby v Německu. Sdružení založil 18. února 1990 východoněmecký gay aktivista Eduard Stapel v Lipsku původně jako Homosexuální spolek v NDR (Schwulenverband in der DDR). Ve stejné době vznikla Mládežnická síť Lambda, která původně působila jen v Berlíně a Braniborsku a posléze se změnila na celostátní mládežnickou organizaci mladých LGBT osob.

### Významné spolky a organizace
- Bund Lesbischer und Schwuler JournalistInnen (Svaz lesbických novinářek a gay novinářů)
- Ökumenische Arbeitsgruppe Homosexuelle und Kirche (Ekumenická pracovní skupina Homosexuálové a církev)
- Verband lesbischer und schwuler Polizeibediensteter (Svaz lesbických a gay policistů)
- Völklinger Kreis (sdružení gay manažerů, podnikatelů a svobodných povolání)
- Wirtschaftsweiber (spolek lesbických odborných a vedoucích pracovnic)
- Fachverband Homosexualität und Geschichte (Odborný svaz Homosexualita a dějiny)
- Bundesverband der Eltern, Freunde und Angehörigen von Homosexuellen (Spolkový svaz rodičů, přátel a příslušníků homosexuálů)
- Bundesstiftung Magnus Hirschfeld (Spolková nadace Magnuse Hirschfelda)

### Známí aktivisté
Rolf Gindorf (nar. 1939) patří k významným německým sexuologům v oblasti bádání homosexuality. V roce 2004 obdržel Medaili Magnuse Hirschfelda za zvláštní zásluhy o sexuální reformu. Známým se stal též svou žalobou ke Spolkovému ústavnímu soudu ohledně svatby se svým životním partnerem, čímž přispěl značnou mírou k následnému přijetí zákona o registrovaném partnerství.
Sociolog Rüdiger Lautmann (nar. 1935) byl prvním německým vysokoškolským profesorem, který se zabýval výzkumem diskriminace homosexuálů v dějinách a současnosti.
V politice se v LGBT hnutí angažují především Volker Beck a Günter Dworek, kteří jsou členy Svazu 90/Zelení. Činnost Konstanze Gerhard se soustřeďuje obzvláště na situaci leseb v pracovním právu.
Několik ocenění obdržel operní ředitel a profesor Andreas Meyer-Hanno za své záluhy při homosexuální emancipaci včetně Spolkového kříže za zásluhy. Hans-Peter Hoogen obdržel v roce 2005 od premiéra Hesenska Rolanda Kocha jako první gay aktivista Hesenský řád za zásluhy. Ve stejném roce byl Ernst-Detlef Mücke vyznamenán Křížem za zásluhy za své služby na zrovnoprávnění a respekt k homosexuálům ve škole a ve společnosti.
Mezi nejaktivnější umělce v zábavním průmyslu veřejně prosazující práva leseb a gayů patří Maren Kroymann, Hella von Sinnen, Georg Uecker a Hape Kerkeling.

## Kultura

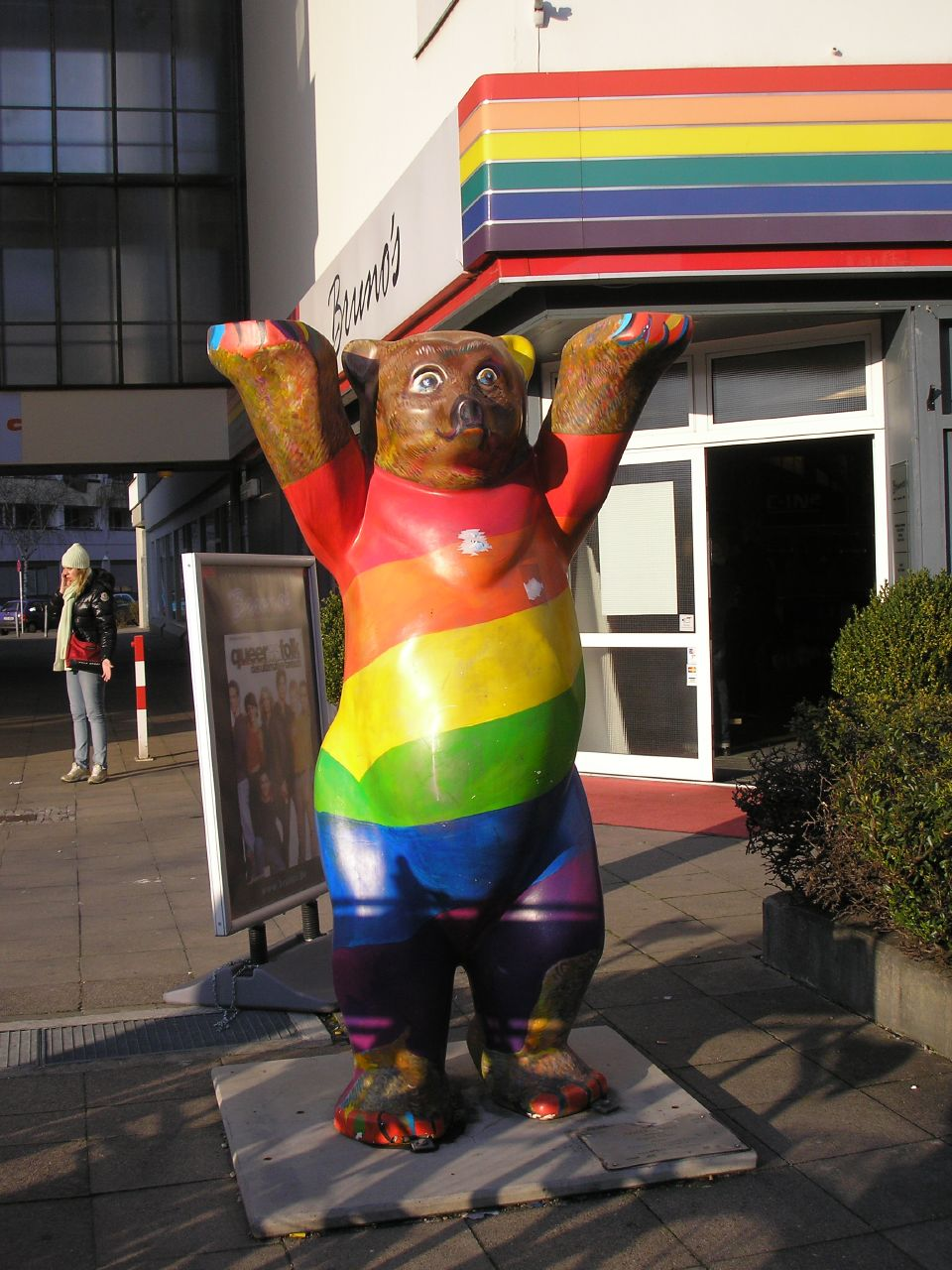
Berlínský medvěd v duhových barvách

Ve velkých městech, především v Berlíně a Kolíně nad Rýnem je rozsáhlá gay a lesbická scéna. Především východoberlínská čtvrť Schöneberg je známá pro svou vysokou koncentraci gayů a odpovídající infrastrukturu kolem Motzstraße, čímž patří k největší gay a lesbickým čtvrtím Berlína. Další oblastí je Nollendorfplatz v západní části města. V 70. letech se scéna více soustřeďovala kolem Kulmer Straße.

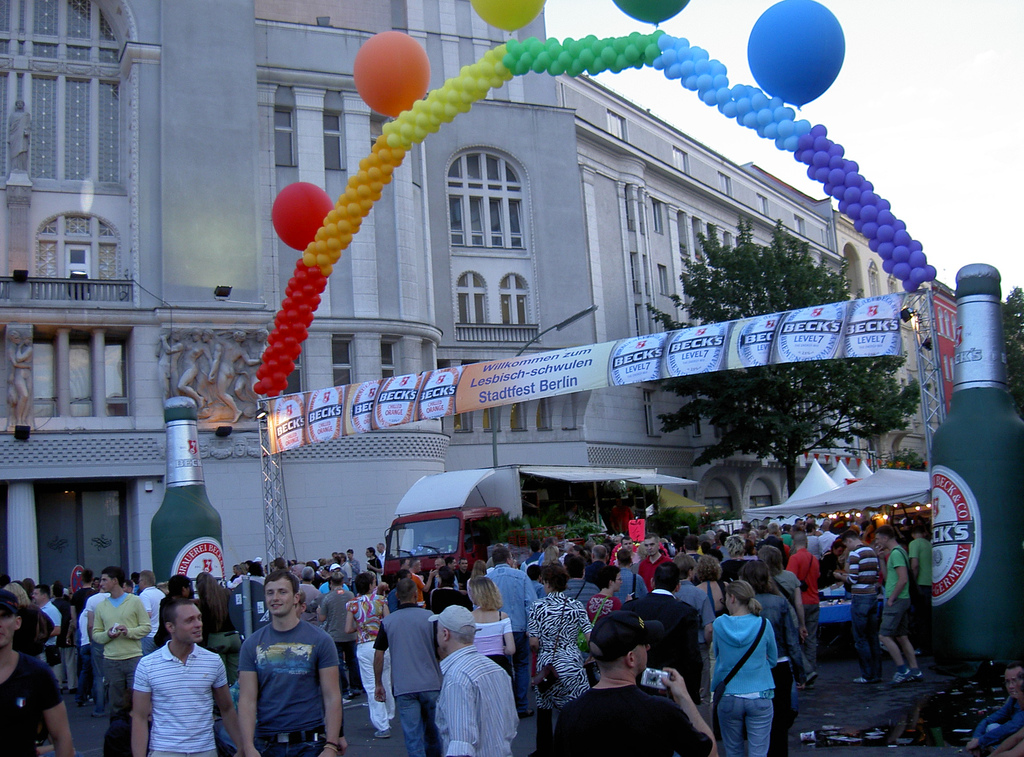
Nolendorfplatz: Schwul-lesbisches Stadtfest

V Kolíně nad Rýnem je gay centrem oblast kolem Rudolfplatz a Heumarkt a Alter Markt. Cologne Pride je po Kolínském karnevalu největší událostí ve městě. V roce 2005 byl Kolín nad Rýnem vybrán jako organizátor světových gay a lesbických olympijských her Gay Games 2010.
Na internetu je největším německým seznamovacím gay portálem PlanetRomeo (dříve známý jako GayRomeo) s přibližně 1,4 milionem (září 2012) registrovaných profilů z celého světa (z toho asi 380 tisíc v Německu, 29 000 v Rakousku, 39 000 ve Švýcarsku a 19 v Lichtenštejnsku). Pro lesby je největší platformou na internetu Lesarion se 179 599 členy (září 2013). Širokou chatovou platformu představuje Gaychat.
Mezi největší gay a lesbické sportovní kluby v Evropě patří Vorspiel SSL v Berlíně, Sport Club Janus v Kolíně nad Rýnem a Frankfurter Volleybal Verein ve Frankfurtu nad Mohanem. Byl založen v roce 1985 a nyní zahrnuje 15 různých sportů.
Pohled do historie německého LGBT hnutí nabízí Schwules Museum v Berlíně.

### Christopher Street Day
První německé Christopher Street Day (CSD) se uskutečnily roku 1979 v Berlíně (s 400 částečně zahalenými účastníky) a v Brémách. Větší demonstrace gayů a leseb se ovšem v Německu konaly již od roku 1972 (první se odehrála 29. dubna 1972 v Münsteru). Od té doby pořádá CSD každé větší město. S přibližně jedním miliónem účastníků v roce 2002 byl největším gay průvodem v Evropě průvod v Kolíně nad Rýnem. Každoročně se průvodu v Kolíně nad Rýnem účastní 600 000-700 000 diváků a účastníků. Průvodů se často účastní i celebrity a politici, například prezident Spolkového sněmu Wolfgang Thierse, bývalá spolková ministryně Renate Künast, starosta Berlína Klaus Wowereit, starostka Frankfurtu Petra Roth, předseda hesenské vlády Roland Koch, předsedkyně Zelených Claudia Roth. V roce 2005 zde byl i německý ministr zahraničí a vicekancléř Joschka Fischer. V některých městech také místní politici přebírají nad průvody záštitu.
Vzhledem k rostoucí komercializaci berlínského průvodu, vznikl ve čtvrti Kreuzberg alternativní Transgeniale CSD.

## Média

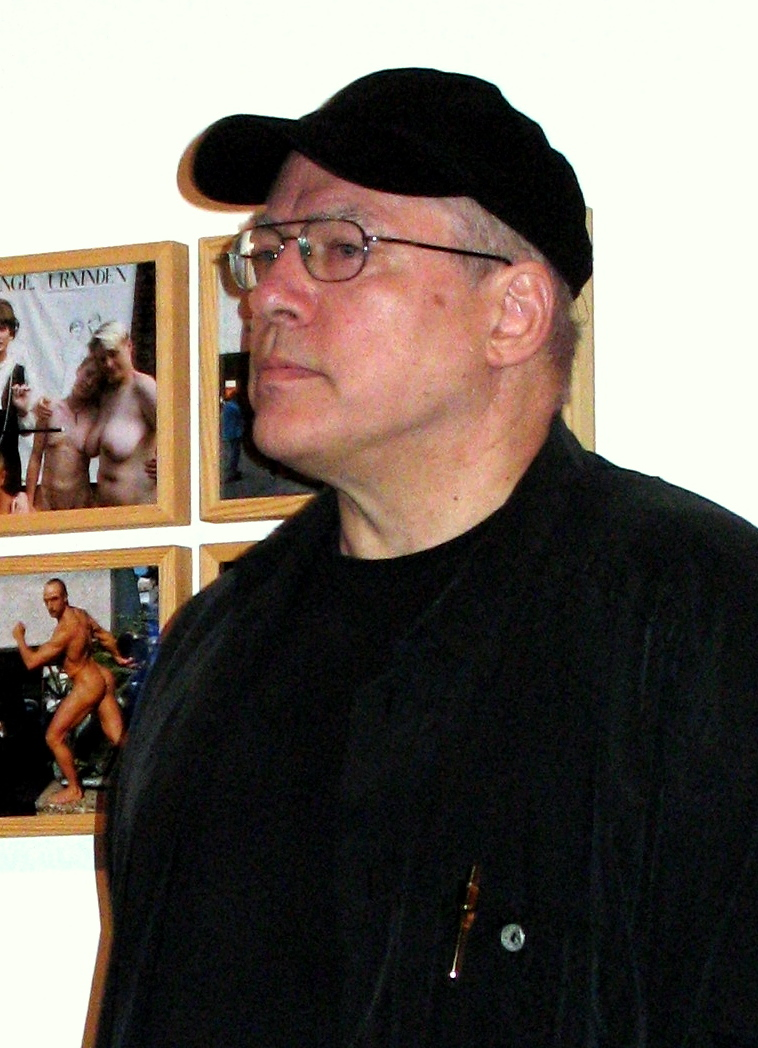
Rosa von Praunheim (2008)

### Filmy
Film z roku 1971 Rosy von Praunheim Perverzní není homosexuál, perverzní je situace, ve které žije (Nicht der Homosexuelle ist pervers, sondern die Situation, in der er lebt) pojednává o životě mnoha homosexuálů na počátku 70. let. Kontroverzní film se stal katalyzátorem pro vznik moderního homosexuálního hnutí v Německu. Ve filmu Taxi zum Klo zachycuje režisér Frank Ripploh část svého vlastního života jako homosexuálního učitele. Film byl natočen s minimálním rozpočtem v roce 1980. V NDR se téma homosexuality poprvé objevilo v celovečerním filmu Coming Out v roce 1989.
Pro filmy s LGBT tématem existuje od roku 1987 na Berlinale cena Teddy Award. K nejúspěšnějším v německé kinematografii s ústředním tématem homosexuality patří televizní seriály Berlin Bohème, Montagsgeschichten, Montagskinder, Von Mann zu Mann a filmy Letní bouře (2005) a 4% muž v akci (1994). Druhý jmenovaný film přinesl gay téma do mainstreamu v Německu i ve střední Evropě.
Známými se staly též filmy s regionálním pohledem jako např. Prinz in Hölleland z roku 1993 zachycující alternativní gay subkulturu v Berlíně-Kreuzbergu na počátku 90. let nebo dokumentární film Ich kenn keinen – Allein unter Heteros (Neznám žádného, sám mezi heterosexuály) z roku 2003 představující gaye z venkova v Bádensku-Württembersku.
Z pozdějších snímků lze uvést komedie Čistě věc vkusu (2007) a All You Need Is Love (2009) nebo dramatické filmy Tři (2010) či Sklizeň (2011), z nichž poslední dva byly uvedeny též v České republice.

### Rozhlas
Od roku 2003 vysílá v Berlíně soukromá rozhlasové stanice Blu.FM. První gay a lesbickou stanicí bylo Eldoradio, které začalo vysílat rovněž v Berlíně od roku 1985.

### Televize
Od 1. listopadu 2008 vysílal z Berlína celoplošně kanál TIMM program pro homosexuály. Vysílání bylo nicméně zastaveno. Televizní kanál ARD vysílá od roku 1994 německou soap oper Verbotene Liebe (Zakázaná láska), ve které se vyskytoval rovněž gay pár Thomas (Kay Böger) a Ulrich (Andreas Stenschke), od roku 2006 zde vystupuje mj. též homosexuální dvojice Christian (Thore Schölermann) a Oliver (Jo Weil).

### Tištěná média
Prvním (i celosvětově) časopisem s homosexuální tematikou byl Der Eigene (Jediný), který v letech 1896–1932 vydával Adolf Brand v Berlíně. Po úpravě § 175 (25. června 1969) bylo ve Spolkové republice umožněno vydávání homosexuálních časopisů. Od října 1969 stále vychází DU&ICH. Dalšími byly Him (1970–1981) a DON (1970–1995). V letech 1975–1982 vycházel lesbický časopis Lesbenpresse.
V Německu existuje několik časopisů, např. Box, Rik, GAB, Hinnerk, Nürnberger Schwulenpost, Blu nebo Siegessäule. Časopis L-Mag je jediným v německém jazykovém prostředí, který je zaměřen speciálně pro lesby.
Nejvýznamnějším nakladatelstvím homosexuální literatury je od roku 1981 Bruno Gmünder Verlag. V roce 1995 bylo založeno nakladatelství Querverlag.

## Souhrnný přehled
| Legální stejnopohlavní styk                                                             | (1968 ve Východním Německu, 1969 v Západním Německu) |
| Stejný věk legální způsobilosti k pohlavnímu styku pro obě orientace                    | (1994) |
| Anti-diskriminační zákony v zaměstnání                                                  | (2006) |
| Anti-diskriminační zákony v přístupu ke zboží a službám                                 | (2006) |
| Anti-diskriminační zákony v ostatních oblastech (homofobní urážky, zločiny z nenávisti) | / (nejsou federální) |
| Stejnopohlavní manželství                                                               | (Od 1. října 2017) |
| Jiná forma stejnopohlavního soužití                                                     | (2001) |
| Adopce biologického dítěte partnera                                                     | (2005) |
| Adopce adoptovaného dítěte partnera                                                     | (2013) |
| Společná adopce dětí stejnopohlavními páry                                              | (Od 1. října 2017) |
| Gayové a lesby smějí otevřeně sloužit v armádě                                          | (2000) |
| Možnost změny pohlaví                                                                   | (1980) |
| Institut třetího pohlaví v rodném listě                                                 | (2013) |
| Přístup k umělému oplodnění pro lesbické ženy                                           | (Žádný zákonný nárok, ale ani zákaz, záleží na rozhodnutí lékařů a spermobank) |
| Náhradní mateřství pro gay páry                                                         | (náhradní mateřství je nelegální pro všechny páry; nicméně byly zaznamenány případy uznávání zahraničního surogátního mateřství a s ním souvisejícím rodičovstvím jak biologického otce, tak i jeho partnera) |
| MSM smějí darovat krev                                                                  | / (od 2017; požadován odklad 1 rok) |